# Psalterium alias Laudatorium

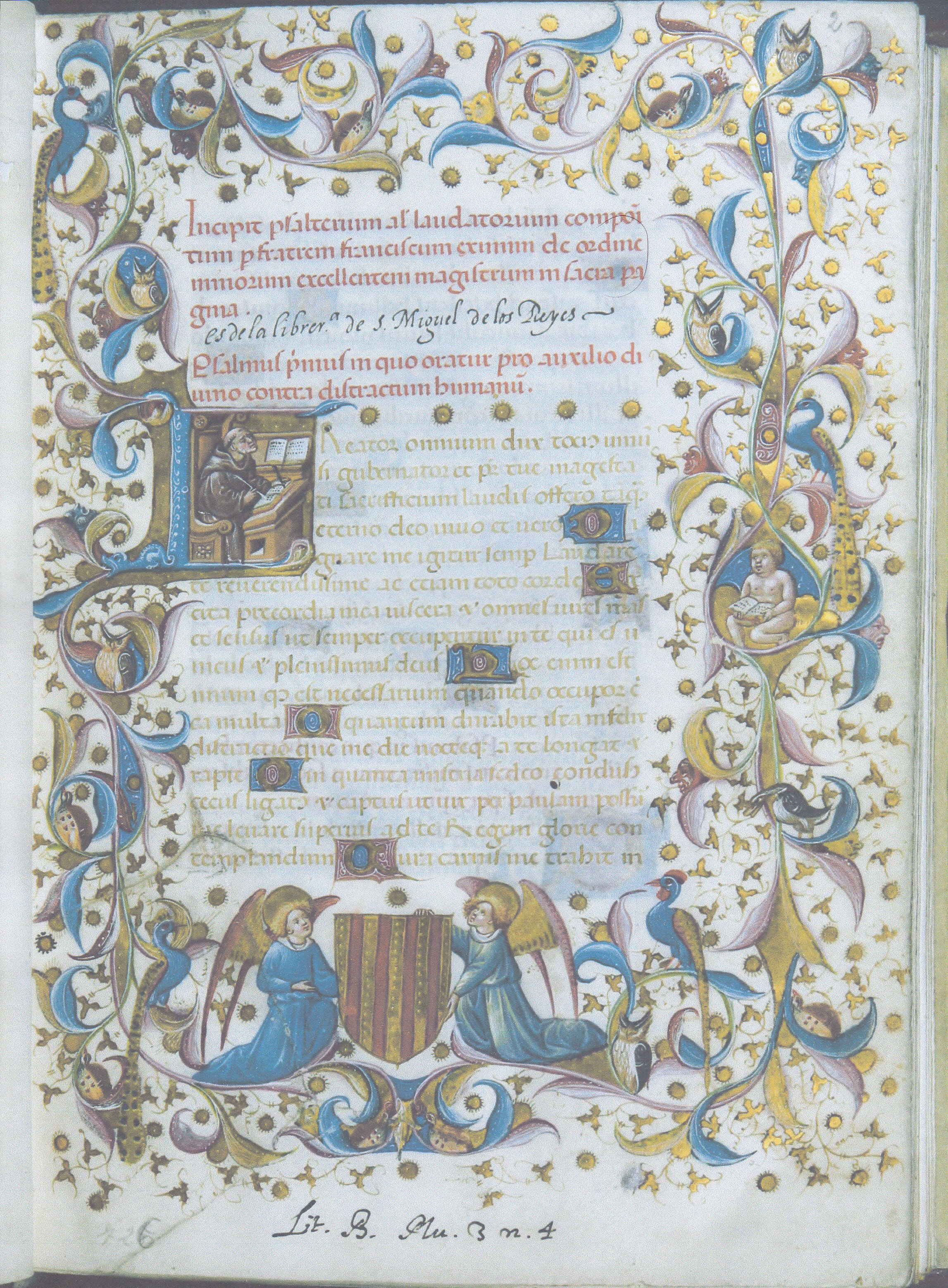
Inicio del Psalterium alias Laudatorium de Francesc Eiximenis según el manuscrito 726 de la Biblioteca Histórica de la Universidad de Valencia

El Psalterium alias laudatorium (Psalterio o Laudatorio) es una obra literaria escrita por Francesc Eiximenis en latín entre 1404 y 1408 en Valencia y dedicada finalmente al papa de Aviñón Benedicto XIII. 

## Estructura y contenido
El libro consta de trescientas cuarenta y cuatro oraciones divididas en tres ciclos oracionales: De laude creatoris (Sobre la alabanza del creador), De vita et excellentia redemptoris (Sobre la vida y la excelencia del Redentor) y De vita et ordinatione hominis viatoris (Sobre la vida y ordenación del hombre en el mundo).
Como ha señalado Albert Hauf, esta obra y la Vida de Jesucrist forman una unidad de creación literaria, variando el estilo. De esta manera, como dice el propio Hauf, el Psalterium toma un estilo diferente a la Vida de Jesucrist para un mismo contenido básico.

## Origen
Entre 1404 y 1408, Francesc Eiximenis fue elaborando una bella colección de oraciones en latín conocida como Psalterium alias Laudatorium (Psalterio también llamado Laudatorio). Las primeras de estas oraciones las dedicó a Berenguer de Ribalta, con motivo de su nombramiento como obispo de Tarazona en 1404. La colección final definitiva se la dedicó a Pero de Luna, el papa aragonés de Aviñón Benedicto XIII.
Aunque Benedicto XIII quizás ya tenía interés por la obra en 1405, como testimonia un documento datado en Barcelona el 11 de agosto de 1405, es muy verosímil que la colección final la ofreciera Eiximenis al papa Benedicto XIII con ocasión de su ida al concilio de Perpiñán en noviembre de 1408. Se ha planteado que la buena impresión que el libro le debió de hacer al papa fue también un factor que influyó en el hecho de que éste le concediera a Eiximenis sus dos últimas dignidades finales: patriarca de Jerusalén y administrador apostólico de la diócesis de Elna (antigua denominación de la diócesis de Perpiñán).

## Traducciones
Se conserva una traducción parcial al catalán hecha en 1416 por Guillem Fontana de cien oraciones, impresa en Gerona el 20 de marzo de 1495 por Diego de Gumiel. 

## Ediciones digitales

### Manuscritos

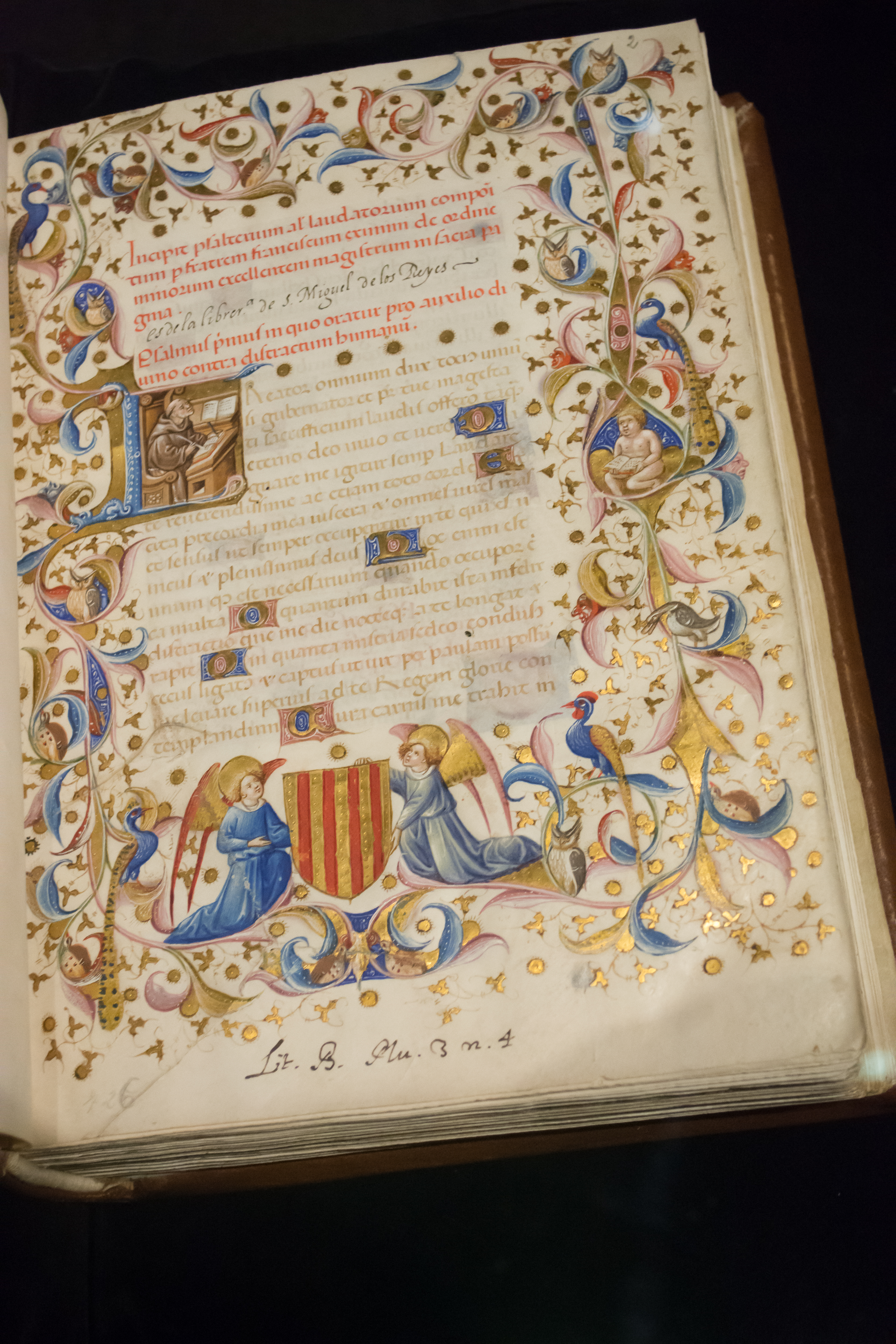
Psalterium alias laudatorium de la colección duque de Calabria.

- (enlace roto disponible en Internet Archive; véase el historial, la primera versión y la última). Edición en Somni (Colección digitalizada del fondo antiguo de la Universidad de Valencia) del manuscrito 726 de la Biblioteca Histórica de la Universidad de Valencia. Hecho en 1442-3 por Pere Bonora y Lleonard Crespí (miniaturistas) y Domènec Sala (encuadernador). Procedente de la biblioteca de Alfonso el Magnánimo y del duque de Calabria.

### Incunables
- Edición en la Memòria Digital de Catalunya de la edición incunable del Psaltiri devotíssim (traducción parcial al catalán) de Guillem Fontana, impresa por Diego de Gumiel (Gerona, 20 de marzo de 1495).

### Ediciones modernas
- Edición del Psalterium alias Laudatorium dentro de las obras completas de Francesc Eiximenis (Psalterium alias Laudatorium Papae Benedicto XIII dedicatum. Toronto. Pontifical Institute of Mediaeval Studies. 1988. 307. Edición e introducción por Curt Wittlin).

### ElPsalterium alias Laudatoriumdentro las obras completason line
- Obras completas de Francesc Eiximenis (en catalán y en latín) Archivado el 2 de abril de 2012 en Wayback Machine..